# Robert Varnajo
Robert Varnajo (Curzon, 1 de mayo de 1929-13 de febrero de 2024) fue un deportista francés que compitió en ciclismo en las modalidades de ruta y pista.
Obtuvo una victoria en una etapa del Tour de Francia de 1954, y ganó una medalla de plata en el Campeonato Mundial de Ciclismo en Ruta de 1950, en la prueba de ruta amateur.
En pista ganó una medalla de bronce en el Campeonato Mundial de Ciclismo en Pista de 1963, en la prueba de medio fondo.

## Medallero internacional

### Ciclismo en ruta
| Campeonato Mundial | Campeonato Mundial  | Campeonato Mundial | Campeonato Mundial |
| Año                | Lugar               | Medalla            | Competición        |
| ------------------ | ------------------- | ------------------ | ------------------ |
| 1950               | Moorslede (Bélgica) | Medalla de plata   | Ruta (A)           |

### Ciclismo en pista
| Campeonato Mundial | Campeonato Mundial | Campeonato Mundial | Campeonato Mundial |
| Año                | Lugar              | Medalla            | Competición        |
| ------------------ | ------------------ | ------------------ | ------------------ |
| 1963               | Rocourt (Bélgica)  | Medalla de bronce  | Medio fondo (P)    |

## Palmarés
| - 1951 - 1.º del Circuito de Mont-Blanco - Vencedor de 2 etapas del Tour de Argelia - Vencedor de una etapa del Tour del Suroeste - Vencedor de una etapa del Tour del Sudeste - 1952 - 1.º de la París-Camembert - 1953 - 1.º del Gran Premio de Francia - 1.º de la París-Bourges - 1954 - 1.º del Circuito de los Boucles del Sena - Vencedor de una etapa del Tour de Francia | - 1957 - Vencedor de una etapa del Tour de Normandía - 1960 - Vencedor de una etapa del Tour del Arieja - 1961 - 1.º en Poiré-sur-Vie - 1963 - 3.º en el Campeonato de Medio-fondo de ciclismo en pista |